# أليسيا بارسينا إبارا
أليسيا إيزابيل أدريانا بارسينا إيبارا (بالإسبانية: Alicia Bárcena)(من مواليد 5 مارس 1952-) هي عالمة أحياء مكسيكية، تشغل حالياً منصب وزيرة البيئة والموارد الطبيعية في المكسيك. شغلت منصب وزيرة الخارجية من 2023 إلى 2024، وعملت سابقاً كأمينة تنفيذية للجنة الاقتصادية لأمريكا اللاتينية ومنطقة البحر الكاريبي التابعة للأمم المتحدة من يوليو 2008 إلى مارس 2022.

## التعليم
تحمل بارسينا إبارا درجة بكالوريوس في علم الأحياء من الجامعة الوطنية المستقلة في المكسيك ودرجة ماجستير في الإدارة العامة من جامعة هارفارد.

## الوظيفة
شغلت بارسينا سابقاً منصب وكيل وزارة البيئة في مجلس الوزراء الفيدرالي المكسيكي ومدير سابق للمعهد الوطني لمصايد الأسماك في المكسيك.
اكتسبت بارسينا خبرة واسعة في العمل في المنظمات الدولية. كانت نائباً للأمين التنفيذي للجنة الاقتصادية لأمريكا اللاتينية والبحر الكاريبي التابعة للأمم المتحدة. خلال شغلها هذا المنصب، شجعت بارسينيا تنفيذ الأهداف الإنمائية للألفية وتمويل مشاريع التنمية المستدامة في أمريكا اللاتينية والبحر الكاريبي. خلال نفس المنصب أيضاً، عملت رئيسة قسم البيئة والمستوطنات البشرية، حيث ركزت على السياسات العامة للتنمية المستدامة خاصة فيما يتعلق بالربط بين البيئة والاقتصاد والقضايا الاجتماعية.
عملت أيضاً منسقةً لبرنامج الأمم المتحدة للبيئة، ومسؤولة عن برنامجٍ عالمي يختص بالمواطنة البيئية مع التركيز على مشاركة المجتمع المدني، كما كانت مستشارة لبرنامج التنمية المستدامة لأمريكا اللاتينية ومنطقة البحر الكاريبي في برنامج الأمم المتحدة الإنمائي.
كانت المدير المؤسس لمجلس الأرض في كوستاريكا حتى عام 1995. ومجلس الأرض هو منظمة غير حكومية تعنى بمتابعة الاتفاقيات التي تم التوصل لها في قمة ريو التي عقدت في ريو دي جانيرو في البرازيل عام 1992.
تعاونت مع أمانة مؤتمر الأمم المتحدة المعني بالبيئة والتنمية كمسوؤلة رئيسية عن المواضيع المختلفة المتعلقة بجدول أعمال القرن 21.
في 3 آذار (مارس) 2006، أعلن الأمين العام للأمم المتحدة كوفي أنان عن تعيين بارسينا بمنصب القائم بأعمال رئيس مجلس الوزراء في المكتب التنفيذي للأمين العام، وذلك بدءاً من 8 كانون الأول (ديسمبر) 2005، بعد أن تركت نائب الأمين العام للأمم المتحدة لويز فريتشيت منصبها واستلام مارك مالوك براون مهام منصبه الجديد نائباً للأمين العام.
في 3 كانون الثاني (يناير) 2007، عيّنها الأمين العام للأمم المتحدة بان كي مون وكيلاً للأمين العام للإدارة.
في نطاق الأوساط الأكاديمية، كانت بارسينا مديرة للمركز الإقليمي جنوب-شرق في ولاية يوكاتان، وعملت عن كثب مع مجتمعات المايا. عملت بالتدريس والبحث في مجال العلوم الطبيعية خصوصاً علم النبات وعلم النبات العرقي والبيئة. نشرت العديد من المقالات حول التنمية المستدامة، خاصة ما يتعلق بالتمويل والسياسات العامة والبيئة والمشاركة العامة.

### اللجنة الاقتصادية لأمريكا اللاتينية ومنطقة البحر الكاريبي، 2008–2022
عام 2008، عينت بارسينا أميناً تنفيذياً للجنة الاقتصادية لأمريكا اللاتينية ومنطقة البحر الكاريبي، خلفاً لخوسيه لويز ماتشينيا.
من عام 2014 حتى 2015، عملت مع فريق الخبراء الاستشاري المستقل التابع للأمين العام للأمم المتحدة والمعني بثورة البيانات لأجل التنمية المستدامة، إلى جانب إنريكو جيوفانيني وروبن لي. عام 2016، عيّنها إيريك سولهايم، رئيس منظمة التعاون الاقتصادي والتنمية للعمل في الفريق الرفيع المستوى المعني بمستقبل لجنة المساعدات الإنمائية بقيادة ماري روبنسون. من عام 2016 حتى 2017،شاركت جانيز بوتوتشنيك رئاسة لجنة الموارد الدولية في برنامج الأمم المتحدة للبيئة (UNEP).